# Xian de Xuanhua
Le xian de Xuanhua (宣化县 ; pinyin : Xuānhuà Xiàn) est un district administratif de la province du Hebei en Chine. Il est placé sous la juridiction de la ville-préfecture de Zhangjiakou. La ville de Xuanhua, située au centre du xian, constitue un district séparé. Le xian a été aboli en 2016.

## Démographie
La population du district était de 293 672 habitants en 1999.